# Maison Hagal
La Maison Hagal fait partie des Grandes Maisons découvertes dans les séries précédant Dune, écrits par Brian Herbert et Kevin J. Anderson.
Liée à la Maison Corrino par le mariage d’Yvette Hagal à Elrood IX, la Maison Hagal est principalement connue pour son commerce de gemmes précieuses, notamment le quartz d’Hagal.